# V-7直升机
军用V-7直升机，由苏联米尔莫斯科直升机工厂主持设计。它是一个不寻常的实验四座直升机，由兩部AI-7冲压发动机推动一个2车叶螺旋桨。它有一个蛋形机身，防滑起落架，和有两片桨叶尾桨的短管尾管。只有一个原型于20世纪50年代后期建造。

## 基本資料
- 發動機：AI－7 x2
- 翼展：11.6米
- 空重：730公斤
- 載重量：835公斤